# Teodor Proskura
Teodor (Fiodor) Proskura Suszczański (ukr. Теодор Проскура Сущанський lub Теодор Сущанський Проскура) herbu Krzyżostrzał (zm. w 1647 roku) – pisarz ziemski kijowski w latach 1615–1647, sędzia ziemski czernihowski w latach 1634–1636, sekretarz królewski w 1640 roku.

## Życiorys
Był wyznawcą prawosławia i jednym z sygnatariuszy aktu, na mocy którego szlachta prawosławna, zrzeszona w Bractwa Kijowskiego przekazała archimandrycie Ławry Peczerskiej Piotrowi Mohiłe swój majątek pod zarząd pod warunkiem połączenia instytucji oświatowych Ławry (Szkoły Mohylańskiej) ze Szkołą Bracką przy Monasterze Objawienia Pańskiego.
Wzmiankowany w herbarzu Niesieckiego jako zleceniobiorca konnotacji ksiąg ziemskich kijowskich na sejmie 1607 oraz wielokrotny poseł na sejmy i deputat Trybunału radomskiego. Poseł z województwa kijowskiego na sejm i deputat tego województwa na Trybunał Skarbowy Koronny w 1627 roku.
Uczestnik walk z Turkami i Tatrami.
Marszałek sejmiku wołyńskiego w 1618 roku.
Poseł województwa kijowskiego na sejmy 1607, 1627, sejm zwyczajny 1629 roku, 1629, 1631. Był członkiem konfederacji generalnej zawiązanej 16 lipca 1632 roku. Poseł na sejm koronacyjny 1633 roku, sejm zwyczajny 1637 roku, sejm 1638 roku.